# 韋斯哈芬 (加利福尼亞州弗雷斯諾縣)
韋斯哈芬（英語：Westhaven）是位於美國加利福尼亞州弗雷斯諾縣的一個非建制地區。該地的面積和人口皆未知。

## 地理
韋斯哈芬的座標為36°13′36″N 119°59′41″W / 36.22667°N 119.99472°W，而該地的平均海拔高度為85米（即279英尺）。